# Maria Martha Barbosa
Maria Martha Barbosa (Ribeirão Preto, 29 de janeiro de 1931 — Rio de Janeiro, 29 de novembro de 2020) foi uma paleontóloga brasileira. Professora aposentada do Museu Nacional da Universidade Federal do Rio de Janeiro foi pioneira no estudo dos briozoários fósseis no Brasil.

## Biografia
Maria Martha nasceu em Ribeirão Preto, em 1931. Ingressou no curso de História Natural na Faculdade Nacional de Filosofia, Ciências e Letras da então Universidade do Brasil, a atual Universidade Federal do Rio de Janeiro, formando-se em 1955. Foi colega de classe da também paleontóloga Diana Mussa.
Por intermédio das aulas dos professores Júlio Magalhães e Nicéa Maggessi Trindade Wilder, da cadeira de geologia, Maria Martha começou a se interessar pela paleontologia. Como estagiária, assim que se formou, ela ingressou no Departamento de Geologia e Paleontologia do Museu Nacional e passou a estudar, sob a orientação do professor Emmanoel Azevedo Martins, os briozoários fósseis em incrustações da Formação Pirabas, no Pará. Anteriormente, os moluscos tinham sido estudados pela paleontóloga norte-americana Carlotta Joaquina Maury (1874-1938), que na época trabalhava para o Serviço Geológico e Mineralógico do Brasil (atual CPRM), mas o estudo dos briozoários não tinham ainda sido feito.
Revisou os briozoários paleozoicos coletados no Pará ainda pela Comissão Geológica do Império do Brasil. Em 1957 foi publicado seu primeiro artigo sobre o tema e seguida descreveu as primeiras espécies da Formação Pirabas, Lunulites pirabicus Barbosa, 1959 e Stegionoporella pirabensis Barbosa, 1959.

## Carreira
Contratada como naturalista do Museu Nacional, começou a trabalhar com paleontólogos como José Henrique Millan e Cândido Simões Ferreira. Além da colega Diana Mussa, era a única mulher do Departamento de Geologia e Paleontologia. Apenas em 1958 entraram novas pesquisadoras, como a Lélia Duarte da Silva Santos e Maria Eugênia Marchesini Santos. Os onze paleontólogos do departamento foram essenciais para a fundação da Sociedade Brasileira de Paleontologia.
Em 1958, Maria Martha foi uma das organizadoras e participantes do I Congresso Brasileiro de Paleontologia, ocorrido no Rio de Janeiro, tendo colaborado para o próximo congresso, que ocorreu em Mossoró, no Rio Grande do Norte, junto do agrônomo Jerônimo Vingt-un Rosado Maia. Foi com a ajuda de Jerônimo que Maria Martha pode fazer trabalhos de campo em depósitos do Cretáceo da Bacia Potiguar. Neste congresso, um trabalho de campo liderado pelo paleontólogo Elias Dolianiti, uma equipe de paleontólogos aportou na praia de Retiro Grande, em Aracati, no Ceará, onde se confirmou a presença de amonoides do Cretáceo e onde foi colhido um exemplar que viria a se tornar o símbolo da Sociedade Brasileira de Paleontologia. Ele foi nomeado pelo paleontólogo Paulo Erischen de Oliveira em homenagem ao engenheiro de minas, Luciano Jacques de Morais, como Coilopoceras lucianoi Oliveira, 1969.
Como representante do Museu Nacional, em 1966, Maria Martha Barbosa ingressou no Conselho de Fiscalização das Expedições Artísticas e Científicas no Brasil, criado pelo governo de Getúlio Vargas e que funcionou de 1933 a 1968. O conselho acompanhava e autorizava trabalhos de campo e expedições de pesquisadores nacionais e estrangeiros dentro do território brasileiro, além de fiscalizar a remessa de material cultural e científico para o exterior. Nos 35 anos de vigência do conselho, apenas sete mulheres atuaram nele.
Assim como outras mulheres dentro da ciência, Maria Martha enfrentou o machismo das instituições, que não viam com bons olhos a presença feminina nas academias. Com o apoio da amiga Bertha Lutz, elas coordenaram o Círculo de Palestras Culturais do Museu Nacional, evento de divulgação iniciado em 1956, sendo um dos poucos eventos na época a dar importância para os feitos das mulheres na pesquisa brasileira.
Em 1969, tornou-se professora adjunta do Museu Nacional, lecionando Paleozoologia na pós-graduação do que viria a se tornar o Programa de Pós-graduação em Ciências Biológicas e Zoologia. Foi uma das duas únicas mulheres a concluir o Curso de Altos Estudos de Política e Estratégia, da Escola Superior de Guerra, com duração de 42 semanas e a relevância de uma pós-graduação lato sensu. Aposentou-se do Museu Nacional em 1991, tendo se dedicado em vários cargos administrativos na instituição. Chefiou o Departamento de Geologia e Paleontologia do Museu Nacional, foi assessora do ex-presidente do CNPq e presidente do Fórum de Ciência e Cultura da Universidade Federal do Rio de Janeiro.

## Vida pessoal e morte
Teve duas filhas, as quais criou como mãe solo. Aposentada do Museu Nacional, vivia com as filhas e netos. Morreu em 29 de novembro de 2020, aos 89 anos, no Rio de Janeiro.

## Homenagem
Em 2015, foi homenageada pelos pesquisadores Laís V. Ramalho, Vladimir de Araújo Távora, e Kevin J. Tilbrook e Kamil Zágoršek, que descreveram a espécie de Hippopleurifera barbosae, um tipo de briozoário do Mioceno. Será a homenageada de honra por sua trajetória pessoal e profissional e representatividade dentro do Museu Nacional e na universidade no XXVI Congresso Brasileiro de Paleontologia, em outubro de 2019.